# 印西市立原山小学校
印西市立原山小学校（いんざいしりつ はらやましょうがっこう）は、千葉県印西市原山三丁目にある公立小学校。

## 概要
千葉ニュータウン中央駅圏の南東部に位置し、高層住宅に囲まれている。

## 沿革
（この節の出典）
- 1989年（平成元年）4月1日 - 当時の印西町立内野小学校より分離し、開校。
- 1991年（平成3年）4月1日 - 高花小学校開校により、高花地区児童423名を分離。
- 1996年（平成8年）4月1日 - 市制施行に伴い印西市立原山小学校と改称。
- 2003年（平成15年）3月31日 - 印西市立草深小学校と統合。
- 2019年（令和元年）４月１日 - 印西市教育委員会　情報教育推進校指定
- 2020年（令和２年）４月１日 - Google for Education 事例校認定
- 2023年（令和４年）10月 - 日本教育工学協会「学校情報化先進校（情報教育）」認定
- 2024年（令和５年）４月１日 - 教科「情報探究」のための先進的な情報教育カリキュラム開発

## 学区
印西市原山一丁目、原山二丁目、原山三丁目及び泉の全部の区域。

## 進学
- 印西市立原山中学校